# Calliphora montana
Calliphora montana este o specie de muște din genul Calliphora, familia Calliphoridae. A fost descrisă pentru prima dată de Shannon în anul 1926. Conform Catalogue of Life specia Calliphora montana nu are subspecii cunoscute.